# Klipper THC
Klipper THC is een Duitse hockey- en tennisclub uit Hamburg.
De club werd opgericht op 26 oktober 1888 en is daarmee de oudere clubs van Duitsland, hoewel men pas later hockey ging spelen. Zowel de heren als de dames zijn succesvol geweest. De heren werden landskampioen in 1952 en de dames in 2002. Daarnaast zijn de dames ook succesvol in de zaal met landskampioenschappen in 1999 en 2001. Als gevolg hebben de dames meerdere keren deelgenomen aan de Europacup toernooien op het veld en in de zaal.